# Sixpenny Handley
Sixpenny Handley – wieś w Anglii, w hrabstwie Dorset, w dystrykcie (unitary authority) Dorset, w civil parish Sixpenny Handley and Pentridge. Leży 42 km na północny wschód od miasta Dorchester i 145 km na południowy zachód od Londynu.